# Симфонія № 15 (Моцарт)
Симфонія № 15, соль мажор, KV 124 Вольфганга Амадея Моцарта була написана в 1772 році.
Структура:
1. Allegro, 3/4
2. Andante, C major, 2/4
3. Menuetto and Trio, trio in D major, 3/4
4. Presto, 2/4

Склад оркестру:
2 гобої, 2 валторни, фагот, струнні, basso continuio.

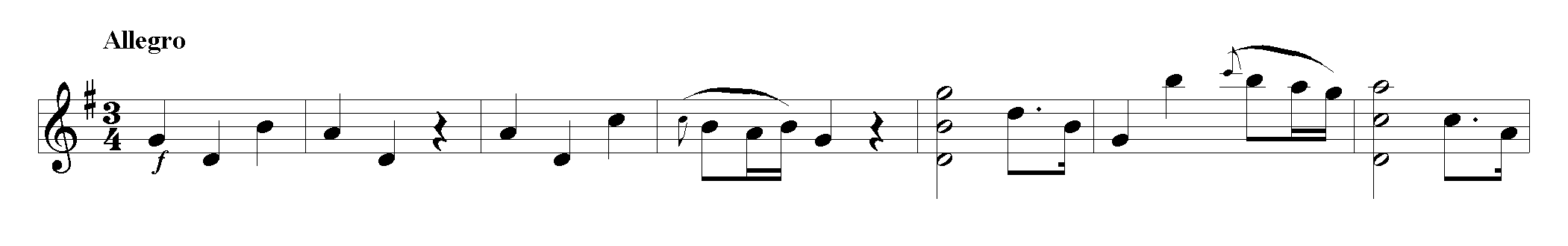
Симфонія № 15 (Моцарт), початок

## Ноти і література
Вікісховище має мультимедійні дані за темою: Симфонія № 15 (Моцарт)
- Ноти [Архівовано 25 березня 2012 у Wayback Machine.] на IMSLP
- Mozart, Wolfgang Amadeus; Giglberger, Veronika (preface), Robinson, J. Branford (transl.) (2005). Die Sinfonien III.. Kassel: Bärenreiter-Verlag. p. X. ISMN M-006-20466-3